# Jilib
Jilib (arab. جلب, Dżilib) – miasto w Somalii, około 45 tys. ludności.